# 31 октября
31 октября — 304-й день года (305-й в високосные годы) по григорианскому календарю.
До конца года остаётся 61 день.
До 15 октября 1582 года — 31 октября по юлианскому календарю, с 15 октября 1582 года — 31 октября по григорианскому календарю.
В XX и XXI веках соответствует 18 октября по юлианскому календарю.

## Праздники и памятные дни

### Международные
- Хэллоуин — ночь накануне «Дня всех святых».

### Профессиональные
- Россия:
  - День сурдопереводчика;
  - День работников СИЗО и тюрем.

### Религиозные
Православие
 — Память апостола и евангелиста Луки (I век);
 — память мученика Марина Аназаровского (IV век);
 — память преподобного Иулиана Персиянина (IV век);
 — преставление великомученицы Златы (Хрисы) (1795 год) (Болг.);
 — память священномучеников Андрея Воскресенского, Сергия Бажанова, Николая Соколова и Сергия Гусева, пресвитеров, мученицы Елисаветы Крымовой (1937 год);
 — обретение мощей преподобного Иосифа, игумена Волоцкого, чудотворца (2001 год).
 Лютеранство
 — День Реформации.

## События

### До XIX века
- 475 — Флавий Ромул Август провозглашён императором. Он стал последним императором Западной Римской империи.
- 1517 — Мартин Лютер прикрепил 95 тезисов к двери церкви в Виттенберге и тем самым положил начало дискуссий о роли Римско-католической церкви в епитимии, роли папы и практике продажи индульгенций.
- 1589 — в немецком городке Бедбург жестоко казнён маньяк и убийца-людоед Петер Штумпф[4], прозванный «оборотнем из Бедбурга»[5][6].

### XIX век
- 1811 — открытие Царскосельского лицея.
- 1812 — бой под Чашниками.
- 1864 — Невада стала 36-м штатом США.
- 1892 — Артур Конан Дойль опубликовал книгу «Приключения Шерлока Холмса».

### XX век
- 1905 — провозглашена Марковская республика.
- 1906 — окончание работы Всемирной выставки Экспо-1906 в городе Милане, Италия.
- 1922 — в Италии начало действовать новое правительство Бенито Муссолини.
- 1942 — Посвящение мира Непорочному сердцу Девы Марии Папой Пием XII.
- 1943:
  - постановлением ГКО № 4479, на вооружение Красной армии был принят ИС-2;
  - начало Керченско-Эльтигенской десантной операции.
- 1952 — в Боливии национализирована горнорудная промышленность.
- 1956 — Суэцкий кризис: Великобритания и Франция начали бомбить Египет с целью заставить его открыть Суэцкий канал.
- 1961 — тело И. В. Сталина было убрано из мавзолея Ленина.
- 1969 — первый в истории межконтинентальный угон самолёта: «Боинг-707» авиакомпании Trans World Airlines был угнан из Лос-Анджелеса в Рим 19-летним итальянцем Раффаэле Миникьелло[7].
- 1975 — группа Queen выпускает сингл с Bohemian Rhapsody на стороне A и I’m in Love with My Car на стороне B.
- 1977 — в Московском доме художника прошла выставка «Художники первой пятилетки» («Однодневная выставка»).
- 1979 — катастрофа DC-10 в Мехико. Погибли 73 человека, из которых один на земле.
- 1984 — премьер-министр Индии Индира Ганди убита своими сикхскими телохранителями.
- 1985 — ВИА «Поющие сердца» переименован в группу «Ария». Руководитель — Виктор Векштейн.
- 1992 — Католическая церковь реалибитирует Галилео Галилея, Папа Иоанн Павел II признаёт, что инквизиция в 1633 году совершила ошибку, силой вынудив учёного отречься от теории Коперника.
- 1994 — катастрофа ATR 72 под Розлоном (северная Индиана), погибли 68 человек.
- 1996 — катастрофа Fokker 100 в Сан-Паулу рейса 402 TAM Transportes Aéreos Regionais, погибли 99 человек — 95 на борту и 4 на земле.
- 1999 — катастрофа «Boeing 767» компании «Egypt Air» в Атлантическом океане у американского побережья, погибли 217 человек.
- 2000:
  - катастрофа Boeing 747 в Тайбэе (Тайвань). Погибли 83 из 179 человек на борту;
  - остановлен последний компьютер, использовавший ОС Multics;
  - старт первой российской экспедиции МКС-1 на космическом корабле Союз ТМ-31 к Международной космической станции.

### XXI век
- 2004 — прошёл первый тур президентских выборов на Украине.
- 2005 — НАСА объявило об открытии двух естественных спутников Плутона, впоследствии получивших имена Гидра и Никта.
- 2007 — взрыв автобуса в Тольятти. 8 человек погибли, более 50 получили ранения. Основная версия произошедшего — неосторожное обращение со взрывчаткой.
- 2009 — вертолёт польской пограничной службы разбился в Беларуси, погибли три человека[8].
- 2011 — согласно расчётам Фонда народонаселения ООН, на Земле родился 7-миллиардный житель[9].
- 2015 — катастрофа A321 над Синайским полуостровом.
- 2018 — в Индии открыта самая высокая статуя на планете — Статуя Единства.
- 2020 — состоялись выборы в Кот-Д’Ивуаре, закончившиеся переизбранием Алассана Уатары на третий срок.

## Родились

### До XIX века
- 1345 — Фернанду I (ум. 1383), король Португалии (1367—1383).
- 1424 — Владислав III Варнский (погиб в 1444 году в битве при Варне), король Польши (1434—1444), король Венгрии (1440—1444).
- 1451 — (предположительно) Христофор Колумб (ум. 1506), испанский мореплаватель, в 1492 году открывший для европейцев Новый Свет (Америку).
- 1632 — Ян Вермеер (ум. 1675), нидерландский художник.
- 1737 — Джеймс Ловелль (ум. 1814), американский государственный деятель, педагог, «отец американской криптографии».
- 1795 — Джон Китс (ум. 1821), английский поэт.

### XIX век
- 1802 — Бенуа Фурнерон (ум. 1867), французский инженер, изобретатель гидравлического двигателя.
- 1815 — Карл Вейерштрасс (ум. 1897), немецкий математик, академик, «отец» современного анализа.
- 1821 — Карел Гавличек-Боровский (ум. 1856), чешский политический деятель, поэт и публицист.
- 1824 — граф Михаил Лорис-Меликов (ум. 1888), российский военачальник и государственный деятель, генерал от кавалерии, член Госсовета.
- 1825 — Эвген Кватерник (ум. 1871), хорватский политический деятель, писатель.
- 1829 — Иоанн Кронштадтский (наст. фамилия Сергиев; ум. 1909), русский православный священник, протоиерей, проповедник, духовный писатель, общественный деятель.
- 1835 — Адольф фон Байер (ум. 1917), немецкий химик-органик, лауреат Нобелевской премии (1905).
- 1852 — Роберт фон Пёльман (ум. 1914), немецкий историк-антиковед.
- 1853 — Николай Кибальчич (казнён в 1881), русский революционер, народоволец, изобретатель, участник покушения на Александра II.
- 1854 — Отто Свердруп (ум. 1930), норвежский полярный мореплаватель и исследователь.
- 1875 — Аветик Исаакян (ум. 1957), армянский поэт, прозаик, публицист, академик АН Армянской ССР.
- 1876 — Антанас Жмуйдзинавичюс (ум. 1966), литовский живописец, народный художник СССР.
- 1887 — Чан Кайши (ум. 1975), китайский военачальник, политик и государственный деятель.
- 1892 — Александр Алехин (ум. 1946), русский шахматист, 4-й чемпион мира.
- 1899 — Михаил Дубсон (ум. 1961), российский и советский кинорежиссёр и сценарист.

### XX век
- 1902:
  - Карлус Друммонд ди Андради (ум. 1987), бразильский поэт;
  - Евгений Пермяк (наст. фамилия Виссов; ум. 1982), русский советский писатель и драматург, журналист, режиссёр.
- 1912 — Жан Амери (урожд. Ханс Майер; ум. 1978), австрийский писатель, журналист, кинокритик.
- 1916 — Карл Юхан Бернадот (ум. 2012), шведский аристократ, дядя короля Швеции Карла XVI Густава.
- 1920:
  - Фриц Вальтер (ум. 2002), немецкий футболист, капитан сборной ФРГ на победном чемпионате мира 1954 года;
  - Хельмут Ньютон (ум. 2004), немецкий и австралийский фотограф и фотохудожник, один из самых скандальных в мире;
  - Дик Фрэнсис (наст. имя Ричард Стэнли Фрэнсис; ум. 2010), английский писатель и журналист.
- 1922:
  - Анатолий Папанов (ум. 1987), актёр театра и кино, театральный педагог и режиссёр, народный артист СССР;
  - Нородом Сианук (ум. 2012), король Камбоджи (1941—1955, 1993—2004), глава государства Камбоджи (1960—1970).
- 1925 — Джон Попл (ум. 2004), американский химик-теоретик, один из основателей вычислительной химии, нобелевский лауреат (1998).
- 1929 — Бад Спенсер (наст. имя Карло Педерсоли; ум. 2016), итальянский актёр, продюсер, пловец.
- 1930 — Майкл Коллинз (ум. 2021), американский лётчик-испытатель и астронавт, член экипажа «Аполлона-11».
- 1934 — Маргарет Шведская, шведская принцесса, старшая сестра короля Карла XVI Густава.
- 1936
  - Майкл Лэндон (ум. 1991), американский актёр, продюсер, сценарист, режиссёр.
  - Гавриил Попов, советский экономист и российский политик, первый мэр Москвы (1991—1992).
- 1938 — Владислав Виноградов, советский и российский кинорежиссёр-документалист, сценарист, оператор.
- 1941 — Люциус Джексон (ум. 2022), американский баскетболист, олимпийский чемпион (1964), чемпион НБА (1967).
- 1947 — Херман Ван Ромпёй, бельгийский и общеевропейский политик, председатель Европейского совета (2009—2014), премьер-министр Бельгии (2008—2009).
- 1950:
  - Джон Кэнди (ум. 1994), канадский комедийный киноактёр, сценарист, продюсер;
  - Заха Хадид (ум. 2016), ирако-британская архитектор и дизайнер арабского происхождения, представительница деконструктивизма.
- 1953 — Александр Новиков, советский и российский автор-исполнитель песен в жанре русский шансон.
- 1958 — Жанни Лонго, французская велогонщица, олимпийская чемпионка (1996), 13-кратная чемпионка мира.
- 1959 — Матс Неслунд, шведский хоккеист.
- 1961:
  - сэр Питер Джексон, новозеландский кинорежиссёр, сценарист, актёр и продюсер, лауреат «Оскара», «Золотого глобуса» и др. наград;
  - Юрий Рошка, молдавский политический деятель и журналист.
- 1963
  - Микки Ди (наст. имя Микаэл Кириакос Делаоглу), барабанщик британской хэви-метал-группы «Motörhead»;
  - Дунга (наст. имя Карлос Каэтано Бледорн Верри), бразильский футболист, чемпион мира (1994), бывший главный тренер сборной Бразилии;
  - Дмитрий Месхиев, советский и российский кинорежиссёр, актёр и продюсер;
  - Роб Шнайдер, американский комедийный киноактёр.
- 1964:
  - Марко ван Бастен, голландский футболист, чемпион Европы (1988);
  - Эдуард Кокойты, второй президент Южной Осетии (2001—2011).
  - Антониетта Сполар — американская актриса второго плана.
- 1965 — Денис Ирвин, ирландский футболист, победитель Лиги чемпионов УЕФА (1998/99).
- 1967 — Ванилла Айс (наст. имя Роберт Мэтью Ван Уинкл), американский рэпер, рок-музыкант и актёр.
- 1970:
  - Линн Берггрен, шведская певица, бывшая участница группы Ace of Base;
  - Елена Войнаровская, украинская русскоязычная певица, композитор, автор песен и стихов.
- 1976:
  - Гути (полное имя Хосе Мария Гутьеррес Эрнандес), испанский футболист;
  - Пайпер Перабо, американская актриса.
- 1979 — Симан Саброза, португальский футболист, серебряный призёр чемпионата Европы (2004).
- 1981:
  - Фрэнк Айеро, гитарист американской альтернативной группы My Chemical Romance;
  - Дмитрий Шуров, украинский музыкант, пианист, композитор, лидер группы «Pianoбой», бывший участник групп Esthetic Education и «Океан Ельзи».
- 1982 — Томаш Плеканец, чешский хоккеист, трёхкратный призёр чемпионатов мира.
- 1983 — Александр Грищук, российский шахматист, гроссмейстер.
- 1985 — Керрон Клемент, американский легкоатлет, двукратный олимпийский чемпион.
- 1988 — Лиззи Ярнольд, британская скелетонистка, двукратная олимпийская чемпионка (2014, 2018).
- 1997:
  - Маркус Рашфорд, английский футболист и общественный деятель;
  - Шивон Хоги, гонконгская пловчиха, многократный призёр Олимпийских игр.

### XXI век
- 2002 — Ансу Фати, испанский футболист.
- 2005 — Леонор (принцесса Астурийская), старшая дочь короля Испании Филиппа VI, наследница престола.

## Скончались

### До XX века
- 1517 — Фра Бартоломео (р. 1472), итальянский художник, представитель флорентийской школы живописи.
- 1793 — Арманд Жансонне (р. 1758), французский политический деятель.
- 1834 — Элетер Дюпон (р. 1771), французский химик и промышленник, основатель компании DuPont.
- 1872 — Василий Собольщиков (р. 1813), русский библиотековед и архитектор, почётный член Императорской Академии художеств.
- 1900 — Шарль Антуан Жидель (р. 1827), французский писатель.

### XX век
- 1905 — убит Николай Бауман (р. 1873), российский революционер-большевик.
- 1916 — Чарльз Тейз Рассел (р. 1852), американский религиозный деятель, основатель движения Свидетелей Иеговы.
- 1918 — Эгон Шиле (р. 1890), австрийский живописец и график, представитель экспрессионизма.
- 1921 — Кириак Костанди (р. 1852), украинский художник-передвижник греческого происхождения, один из основателей Товарищества южнорусских художников.
- 1925:
  - Макс Линдер (наст. имя Габриэль-Максимилиан Лёвьель; р. 1883), французский актёр-комик, сценарист и режиссёр немого кино;
  - Михаил Фрунзе (р. 1885), российский революционер, полководец Красной армии.
- 1926 — Гарри Гудини (наст. имя Эрик Вайс; р. 1874), американский иллюзионист, актёр и филантроп.
- 1937 — Владимир Воробьёв (р. 1876), русский советский анатом, принимавший участие в бальзамировании тела В. И. Ленина.
- 1939:
  - Платон Ойунский (р. 1893), якутский советский писатель, филолог, общественный деятель, основоположник якутской литературы;
  - Отто Ранк (наст. фамилия Розенфельд; р. 1884), австрийский психоаналитик, ученик и последователь З. Фрейда.
- 1940 — Роберт Уильям (р. 1911), французский лётчик-ас во Второй мировой войне, награждён Орденом Почётного легиона.
- 1949 — Эдвард Стеттиниус (р. 1900), американский государственный деятель, руководивший программой ленд-лиза, 48-й Госсекретарь США.
- 1952 — Александр Андронов (р. 1901), советский физик, механик, математик, академик АН СССР.
- 1965 — Дэн Буррос (р. 1937), американский неонацист, совершивший суицид после публикации информации о его еврейском происхождении.
- 1971 — Ольга Преображенская (р. 1881), русская советская актриса театра и кино, кинорежиссёр, сценарист, педагог.
- 1974 — Михаил Чиаурели (р. 1894), грузинский режиссёр театра и кино, сценарист, скульптор, художник, народный артист СССР.
- 1980 — Ян Верих (р. 1905), чешский актёр, писатель, драматург, киносценарист.
- 1983 — Шараф Рашидов (р. 1917), первый секретарь ЦК Компартии Узбекской ССР (1959—1983), дважды Герой Социалистического Труда.
- 1984:
  - убита Индира Ганди (р. 1917), индийский политик, премьер-министр Индии в 1966—1977 и 1980—1984 гг.;
  - Эдуардо де Филиппо (р. 1900), итальянский киноактёр и режиссёр, комедиограф.
- 1986 — Роберт Малликен (р. 1896), американский физик и химик, профессор, лауреат Нобелевской премии по химии (1966).
- 1993:
  - Федерико Феллини (р. 1920), итальянский кинорежиссёр и сценарист, обладатель пяти премий «Оскар» и др. наград;
  - Феникс, Ривер (р. 1970), американский актёр.
- 1996:
  - Марсель Карне (р. 1909), французский кинорежиссёр;
  - Виктор Туров (р. 1936), белорусский кинорежиссёр, сценарист, педагог, народный артист СССР.
- 1997 — Евгений Оноприенко (р. 1925), советский и украинский киносценарист и кинодраматург.

### XXI век
- 2002 — Раф Валлоне (р. 1916), итальянский актёр и режиссёр театра и кино, футболист, журналист и партизан.
- 2009 — Цянь Сюэсэнь (р. 1911), китайский ракетостроитель, основатель космической программы КНР.
- 2013 — Алексей Кузьмич (р. 1945), советский и белорусский художник.
- 2016 — Владимир Зельдин (р. 1915), актёр театра и кино, народный артист СССР.
- 2020 — Шон Коннери (р. 1930), британский актёр и кинопродюсер, лауреат «Оскара», «Золотого глобуса» и др. наград.
- 2023
  - Томас Кеннет Маттингли (р. 1936), американский астронавт, участник программы «Аполлон». Один из 24 человек, которые долетели до Луны. Совершил три космических полёта, главный специалист по спасению «Аполлона-13».
  - Олег Протопопов (р. 1932), советский фигурист, двукратный олимпийский чемпион (1964 и 1968), многократный чемпион мира и Европы в парном катании, заслуженный мастер спорта СССР (1962; лишён в 1979), гражданин Швейцарии.

## Приметы
День Луки. Святой Лука почитается наставником иконной живописи и покровителем охоты.
- Святой Юлиан — покровитель и хранитель малых детей (его образ висел почти во всех домах, где были дети малые).

К этому дню посвящены пословицы: «Всякое умение трудом даётся», «К чему душа лежит, к тому и руки приложатся».
- Также считалось, что Св. Лука избавит от «семи недуг», выводит из человека хилость и гниль.
- В старину говорили: «Лука от гнести он избавляет, ворогушу-гнетуницу прочь отсылает — за семь вёрст синих, в болотину; пока она кусты голубицы да вереска к земле пригнёт, человек силы соберёт»[11].